# Neusticurus bicarinatus
Neusticurus bicarinatus — вид ящірок родини гімнофтальмових (Gymnophthalmidae). Мешкає в Амазонії та на Гвіанському нагір'ї.

## Поширення і екологія
Neusticurus bicarinatus мешкають у Венесуелі, Гаяні, Суринамі, Французькій Гвіані і Бразилії (Амапа, Амазонас, Пара і Рондонія). Вони живуть у вологих рівнинних тропічних лісах, на берегах невеликих струмків. Ведуть денний спосіб життя, вдень сплять на скелях і деревах поблизу водойм. Живляться павуками, мухами та іншими безхребетними. Відкладають яйця, в кладці 2 яйця.